# Прибузька рівнина

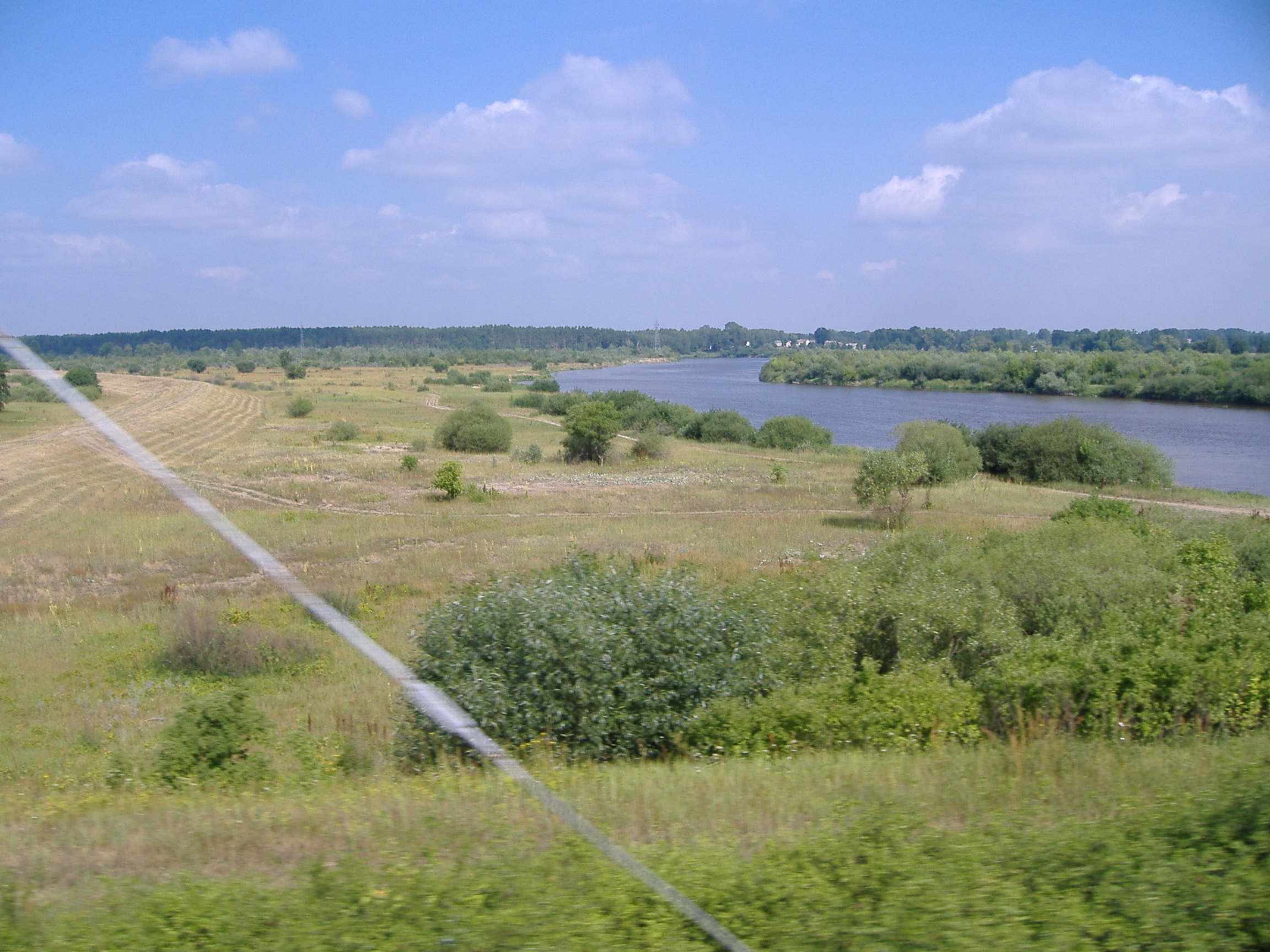

52°20′00″ пн. ш. 23°45′00″ сх. д. / 52.33333° пн. ш. 23.75° сх. д.
Прибузька рівнина (біл. Прыбу́гская_раўні́на) — рівнина на заході Брестської і південному заході Гродненської області Білорусі, заходить на територію Польщі. Межує з Волковиськой височиною, Загороддям, Барановицькою рівниною, Берестейським Поліссям. Площа 5,8 тисяч км².
Прибузька рівнина приурочена до Підлясько-Берестейської западини і Поліської сідловини. Фундамент складався за часів пізнього протерозою, ордовика і силуру. Потужність антропогенових відкладень становить в середньому 60-80 м, в льодовикових лощинах зростає до 160 м.
Протяжність з південного заходу на північний схід майже на 140 км, ширина 40-75 км. Поверхня плоскохвиляста. Переважають висоти 175—200 м над рівнем моря. Через північну частину рівнини проходить Балтійско-Чорноморський вододіл. Найбільша річка — Західний Буг з притоками Лісова і Пульва. По території рівнини протікають річки Біла (притока Правої Лісової), Нарев з Наревкою, Ясельда і канал Вінець. Лісистість невелика (9,7 %), за винятком північної околиці, де знаходиться велика частина Біловезької Пущі. Збереглися переважно соснові ліси. Найбільші болотні масиви: Дике болото, Хоревське болото, Дикий Нікор. Під ріллею 50 % території на півдні і 25 % на півночі.